# Vero
Vero (korziško Veru) je naselje in občina v francoskem departmaju Corse-du-Sud regije - otoka Korzika. Leta 2011 je naselje imelo 492 prebivalcev.

## Geografija
Kraj leži v osrednjem delu otoka Korzike v zgornji dolini reke Gravone znotraj naravnega regijskega parka Korzike, 27 km severovzhodno od središča Ajaccia.

## Uprava
Občina Vero skupaj s sosednjimi občinami Bocognano, Carbuccia, Cuttoli-Corticchiato, Peri, Sarrola-Carcopino, Tavaco, Tavera, Ucciani in Valle-di-Mezzana sestavlja kanton Celavo-Mezzana s sedežem v Bocognanu. Kanton je sestavni del okrožja Ajaccio.
1. ↑  »Populations légales 2016«. Nacionalni inštitut za statistične in gospodarske raziskave. Pridobljeno 25. aprila 2019.